# William Paul Jarrett

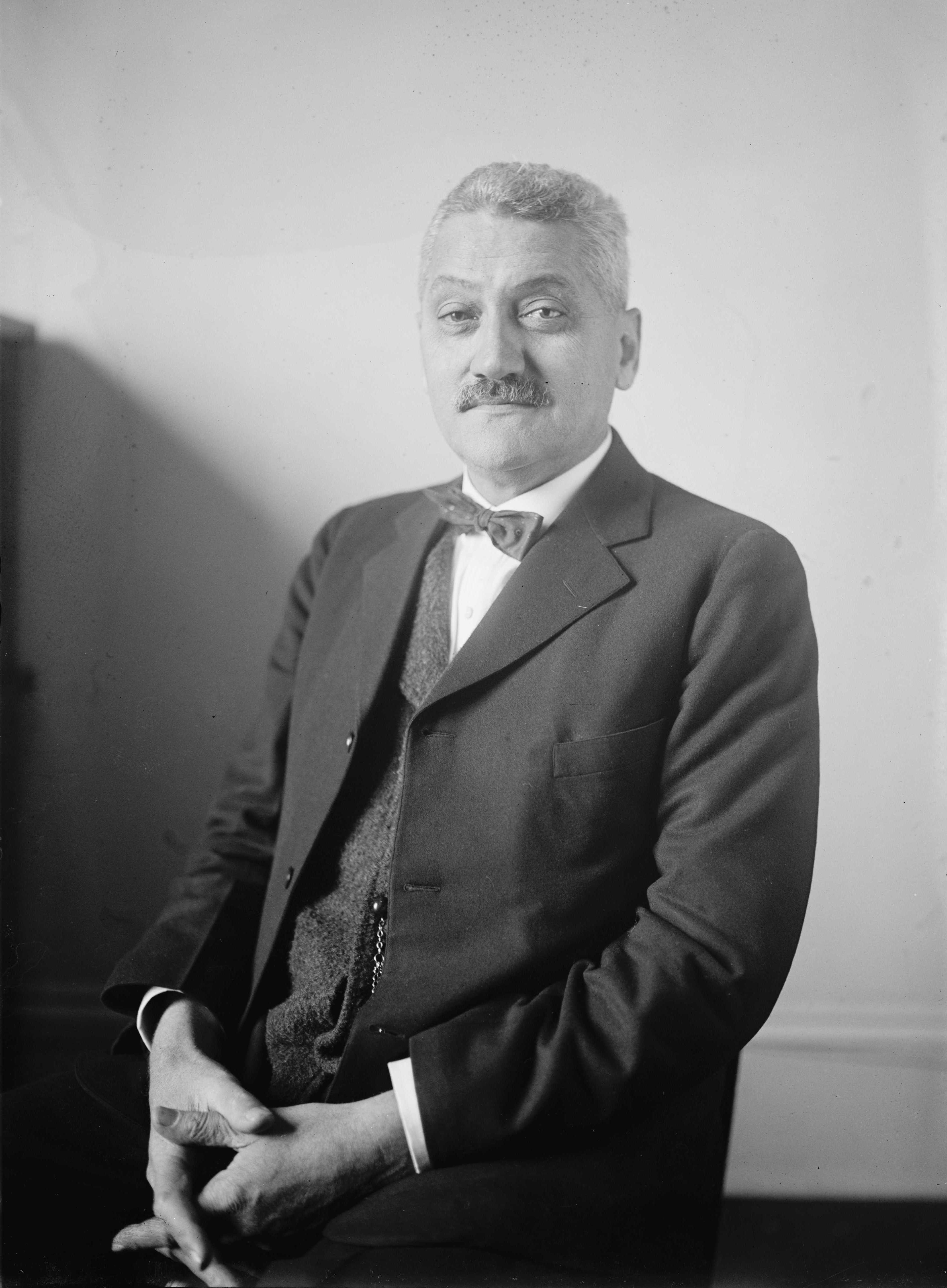
William Paul Jarrett

William Paul Jarrett (* 22. August 1877 in Honolulu, Hawaii; † 10. November 1929 ebenda) war ein US-amerikanischer Politiker. Zwischen 1923 und 1927 vertrat er als Delegierter das Hawaii-Territorium im US-Repräsentantenhaus.

## Frühe Jahre und politischer Aufstieg
William Jarrett wuchs in Honolulu auf. Dort besuchte er die öffentlichen Schulen. Nachdem Hawaii im Jahr 1898 zu einem Territorium der Vereinigten Staaten geworden war, wurde Jarrett einer der ersten Parteichefs der Demokraten in dem neuen Territorium. Von 1906 und 1914 war er zunächst Vertreter des Sheriffs und dann eigentlicher Sheriff der Stadt sowie des Bezirks Honolulu. Zwischen 1914 und 1922 war er als „High Sheriff“ des Hawaii-Territoriums der höchste Polizeibeamte in diesem Gebiet. Gleichzeitig leitete er die Strafvollzugsanstalt auf Oʻahu. Zwischen 1919 und 1922 war er auch im Vorstand der Industrieschulen von Hawaii.

## Kongressabgeordneter und weiterer Lebenslauf
Bei den Kongresswahlen des Jahres 1922 wurde er als Nachfolger von Henry Alexander Baldwin in das US-Repräsentantenhaus in Washington gewählt. Dort vertrat er in zwei Legislaturperioden zwischen dem 4. März 1923 und dem 3. März 1927 als Delegierter sein Territorium. Bei den Wahlen des Jahres 1926 scheiterte er an Victor Houston. Danach kehrte er in das Hawaii-Territorium zurück. Er starb im November 1929.